# Langbett Krausort

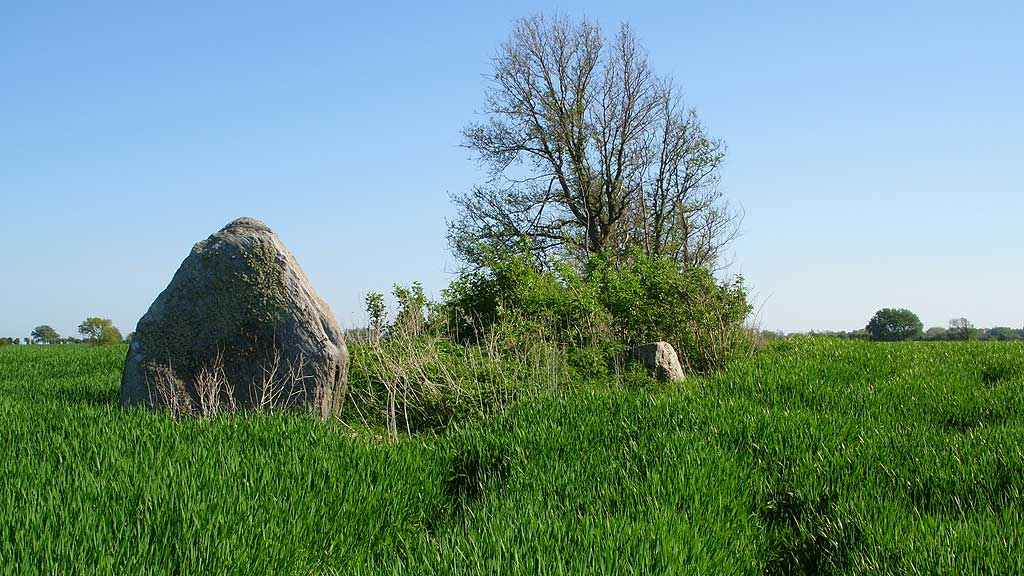
Langbett Krausort (2012)

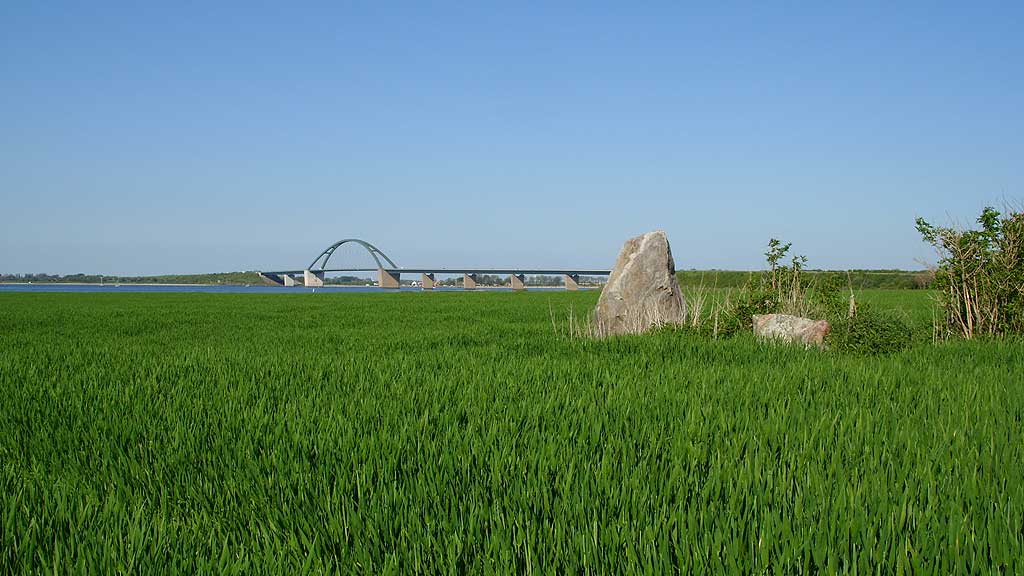
Blick auf die Fehmarnsundbrücke vom Langbett Krausort

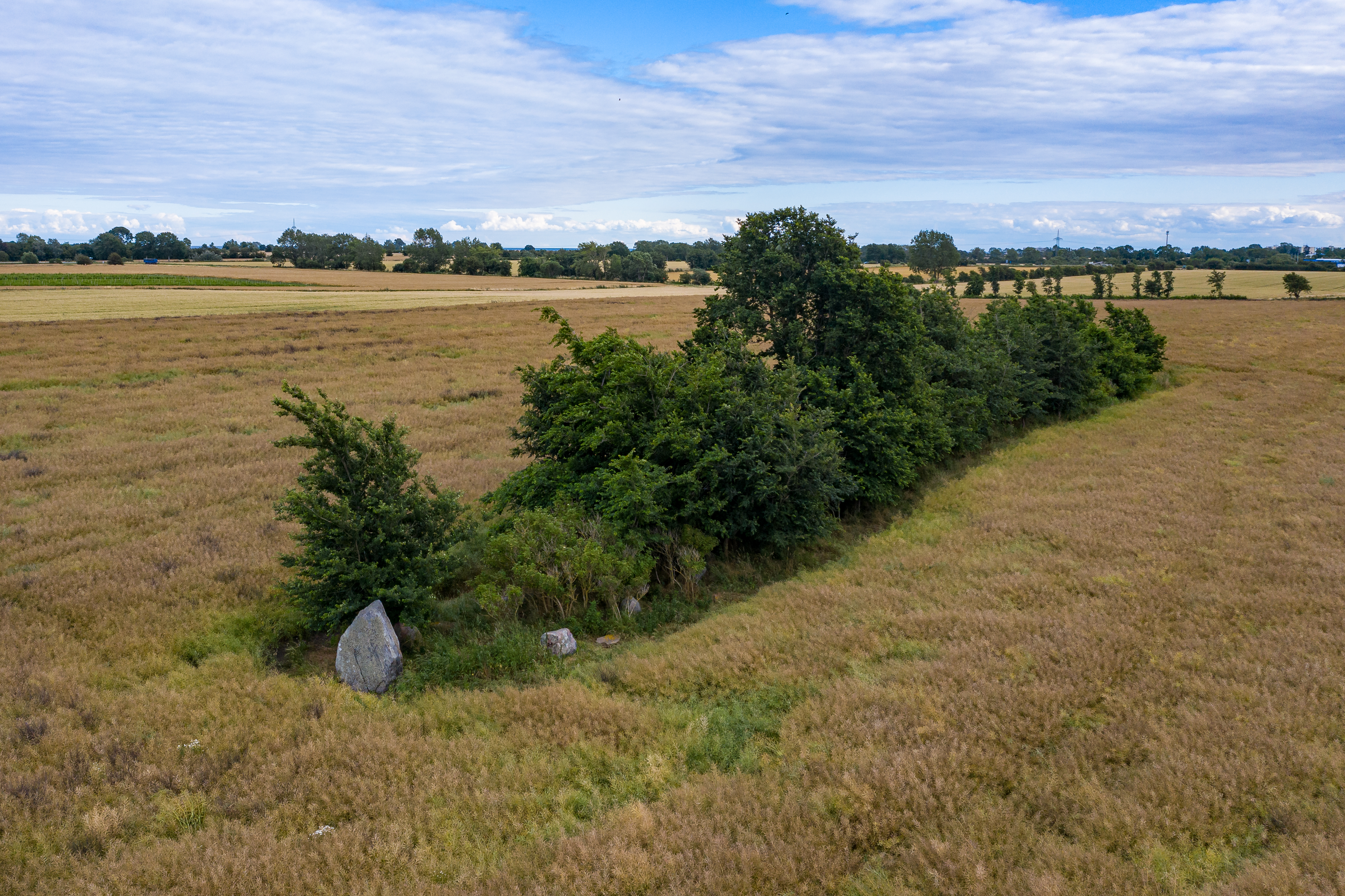
Im Jahr 2020 ist die Anlage weitgehend zugewachsen

Das Langbett Krausort oder Langbett Kronsteinberg ist ein jungsteinzeitliches Langbett bzw. Großsteingrab in der Gemeinde Großenbrode im Kreis Ostholstein in Schleswig-Holstein. Es befindet sich nahe der Ostsee im äußersten Nordosten Wagriens in einem Feld etwa 600 Meter westlich der B 207 (E 47) kurz vor der Fehmarnsundbrücke.  
Das stark mit Büschen und Bäumen bewachsene und durch keinen Weg erschlossene Langbett verläuft in Nord-Süd-Richtung und ist ungefähr 10 m breit und 100 m lang, womit es eines der längsten in Deutschland ist. An seinem Nordende befindet sich ein Wächterstein.
Das Langbett wurde am 19. November 1938 als Naturdenkmal geschützt, da ein Schutz mit den Instrumenten des Denkmalschutzes damals nicht möglich war, mittlerweile steht es auch unter Denkmalschutz. Im „Atlas der Megalithgräber Deutschlands“ wird das Langbett als „Sprockhoff 268“ geführt. Die Megalithanlage der Trichterbecherkultur (TBK) entstand zwischen 3500 und 2800 v. Chr.